# Sughd
Sughd este una dintre cele patru provincii (viloiati) care împart Tadjikistanul. Se află în nord-vestul țării.